# Lincoln Castle

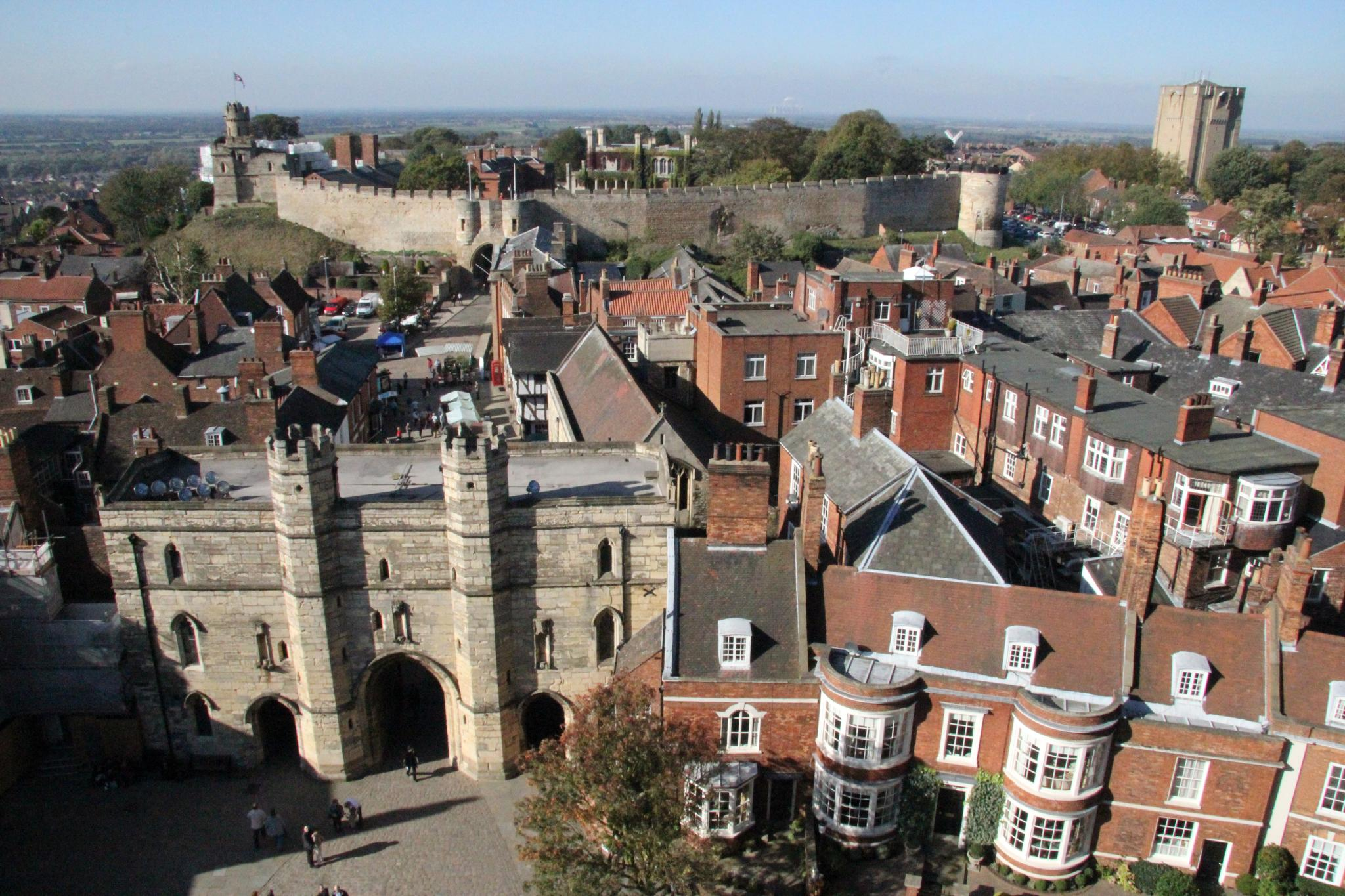
Blick über das Lincoln Castle von der Kathedrale im Osten aus

Lincoln Castle ist eine große Burg, die Wilhelm der Eroberer im 11. Jahrhundert in Lincoln anstelle einer römischen Festung erbauen ließ. Unüblich ist, dass die Burg aus zwei Motten besteht. Neben Lincoln Castle wurde nur noch Lewes Castle in Sussex in dieser Bauweise erstellt. Die Burg diente bis vor Kurzem als Gefängnis und Gerichtsgebäude und ist eine der besser erhaltenen Burgen im Lande. Die Crown Courts sind heute noch dort angesiedelt. Daneben gibt es ein Museum in der Burg. Lincoln Castle ist eine der beeindruckendsten normannischen Burgen im Vereinigten Königreich.

## Mittelalterliche Geschichte

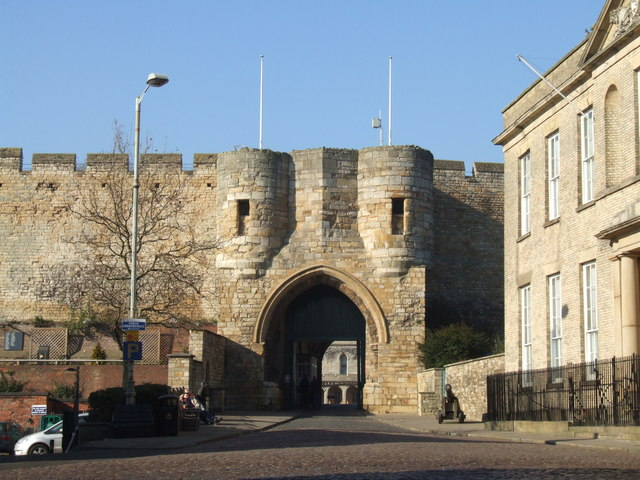
Osttor von außen

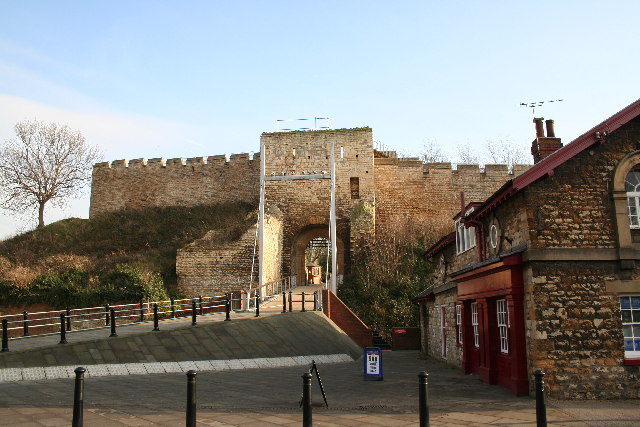
Das in den 1230er-Jahren wiederaufgebaute Westtor von außen. Es war jahrhundertelang geschlossen und wurde erst 1992 wieder geöffnet.

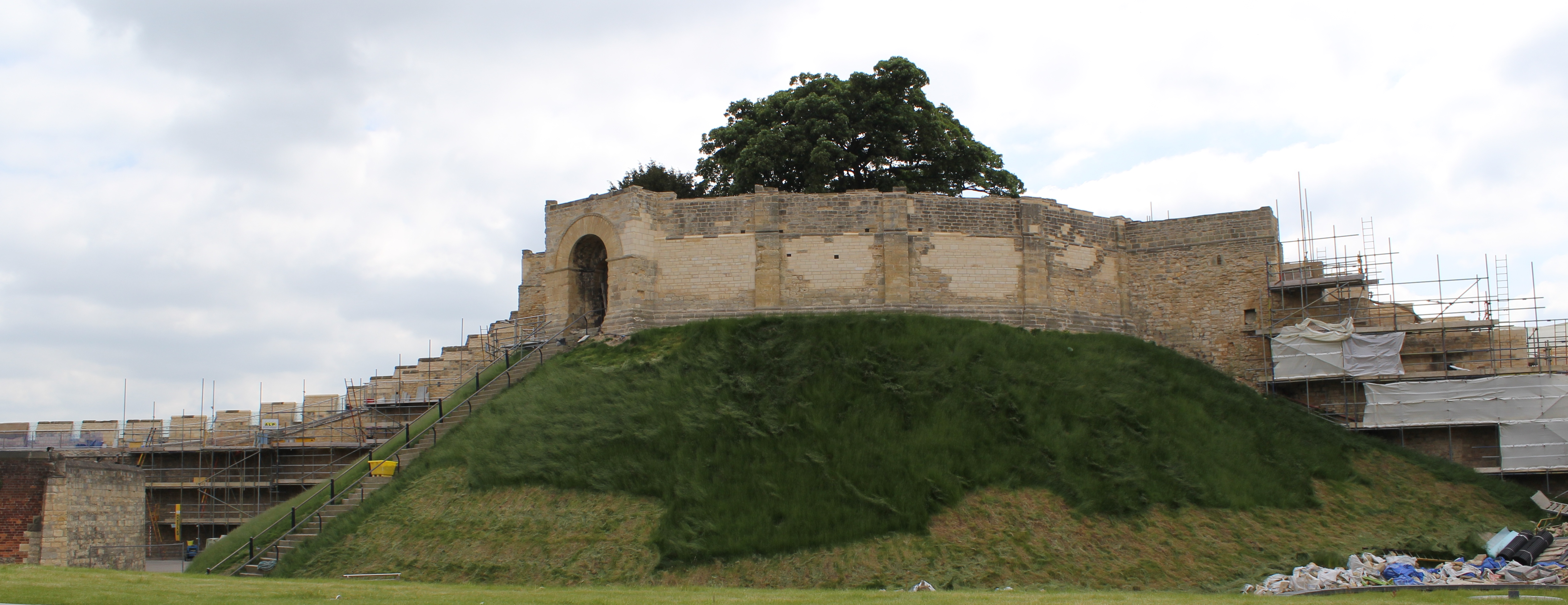
Der Lucy Tower 2013. Damals wurde die Burg gerade renoviert.

Als Wilhelm der Eroberer am 14. Oktober 1066 in der Schlacht bei Hastings die Engländer unter der Führung von Harold Godwinson besiegt hatte, sah er sich dennoch weiterhin Widerstand gegen seine Herrschaft aus dem Norden Englands gegenüber. Einige Jahre lang war Wilhelms Stellung sehr unsicher. Um seinen Einfluss nordwärts auszudehnen und die Bewohner des Danelags (eines Gebietes, das von Alters her unter der Kontrolle skandinavischer Siedler stand) zu beherrschen, ließ er eine Reihe von Burgen in der Mitte und im Norden von England bauen. Damals ordnete der neue König den Bau von Warwick Castle, Nottingham Castle und York Castle an. Nach der Einnahme von York wandte sich Wilhelm der Eroberer nach Süden, wo er auf die von Römern und Wikingern gegründete Stadt Lincoln stieß.
Als Wilhelm Lincoln, eine der größeren Ansiedlungen im Lande, erreichte, fand er ein Wirtschafts- und Handelszentrum der Wikinger mit einer Bevölkerungszahl von 6000 bis 8000 vor. Die Überreste der alten, eingefriedeten römischen Festung, etwa 60 Meter über dem Land im Süden und Westen, erwies sich als strategisch idealer Ort zum Bau einer neuen Burg. Außerdem lag Lincoln an der Kreuzung folgender Verkehrswege, die bereits die Lage des römischen Forts bedingt hatten:
- Ermine Street – eine wichtige Römerstraße und Nord-Süd-Achse des Landes, die London mit York verband.
- Fosse Way – eine weitere wichtige Römerstraße, die Lincoln mit Exeter im Südwesten Englands verband.
- Des Flusstales des Trent (im Westen und Südwesten) – ein großer Fluss mit Zugang zur Ouse und somit zur großen Stadt York.
- Des Witham – eines Wasserweges, der Zugang zum Trent (über den Foss Dyke, einem römischen Kanal bei Torksey) und zur Nordsee (über The Wash) hat.
- Der Lincolnshire Wolds – eines Hochlandes im Nordosten von Lincoln über der Lincolnshire Marsh, einer Salzmarsch.

Eine Burg an dieser Stelle konnte verschiedene strategisch wichtige Routen schützen und Teil eines Netzwerkes von Festungen des normannischen Königreiches im dänischen Mercia, ungefähr den heutigen East Midlands, sein. Auch – und insbesondere im Falle der Wolds – konnte die Burg ein Zentrum für Truppen bilden, die skandinavische Eroberungsversuche überall an der Küste vom Trent bis zum Welland zurückschlagen sollten. Sie hätten sich größtenteils auf den alten Römerstraßen bewegt.
Im Domesday Book von 1086 sind 48 Burgen in England eigens erwähnt, zwei davon in Lincolnshire und eine davon direkt in Lincoln. Der Bau einer Burg in einer bereits existierenden Siedlung bedeutete manchmal, dass Gebäude, die im Wege waren, abgerissen werden mussten, und im Domesday Book steht, dass dies bei 13 der dort erwähnten Burgen der Fall war. Im Falle von Lincoln wurden 166 „nicht bewohnte Häuser“ abgerissen, um Platz für die Burg zu schaffen.
Die Arbeiten an der neuen Festung wurden 1068 abgeschlossen. Vermutlich wurde zunächst ein erster hölzerner Donjon gebaut, der später durch einen stärkeren aus Stein ersetzt wurde. Ungewöhnlich ist, dass Lincoln Castle zwei Motten besitzt; dies ist so nur noch bei Lewes Castle zu finden. Im Süden der neuen Burg wurde die alte römische Mauer, die an einer steilen Hangkante steht, zum Teil als Kurtine und zum Teil als Verkleidung für die Motten erhalten. Im Westen, wo das Gelände flacher ist, verschwand die römische Mauer in einem Erdwall und diente als Fundament für die normannische Burgmauer. Das Westtor aus römischer Zeit, das an derselben Stelle wie das Westtor der normannischen Burg lag, wurde im 19. Jahrhundert ausgegraben, begann aber unter den Witterungseinflüssen zusammenzubrechen und wurde daher wieder eingegraben.
Die Erste Schlacht von Lincoln, die am 2. Februar 1141 als Teil des Kampfes zwischen König Stephan und Kaiserin Matilda um den englischen Thron stattfand, konzentrierte sich auf die Burg. Die Burg wurde gehalten, aber beschädigt. Anschließend baute man einen neuen Turm, den Lucy Tower.

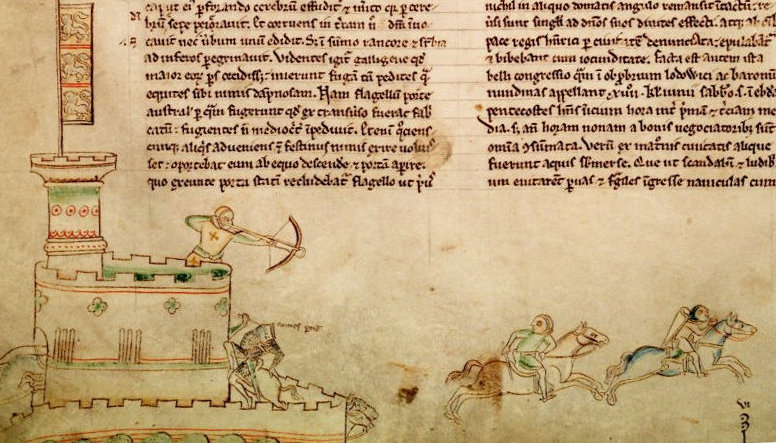
Lincoln Castle (links) in der zweiten Schlacht von Lincoln

Lincoln Castle wurde vor der zweiten Schlacht von Lincoln unter der Herrschaft von Johann Ohneland im Verlauf des ersten Krieges der Barone am 20. Mai 1217 erneut belagert. Dies war eine Periode politischen Kampfes, die zur Unterzeichnung der Magna Carta am 15. Juni 1215 führte. Danach wurden Ost- und Westtor mit neuen Barbakanen versehen.

## Weitere Befestigungen
Es gab weitere mittelalterliche Befestigungen in Lincoln, die aber heute nicht mehr existieren:
- Eine Reihe von Erdwällen, die mit der einen oder anderen Belagerung zusammenhingen, befanden sich einst, wo heute The Lawns liegen, im Westen der Burg.[5]
- Thorngate Castle lag früher am Flussufer und bildete die Südostecke der Stadtbefestigung. Nachweislich bestand es noch im Jahre 1141, wurde aber 1151 zerstört.[7][8][9]

## Neuzeitliche Geschichte
Wie in Norwich und anderen Orten wurde Lincoln Castle als sicherer Ort für ein Gefängnis genutzt. In Lincoln wurde das Gefängnis 1787 eingerichtet und 1847 erweitert. Gefangenen Schuldnern waren einige soziale Kontakte gestattet, aber Kriminelle wurden in Isolationshaft gehalten. Daher waren auch die Sitzplätze in der Gefängniskapelle so gestaltet, dass jeder Gefangene einzeln saß. Der Prediger konnte jeden der Gefangenen sehen, aber jeder der Gefangenen nur den Prediger. 1878 gab man dieses System auf und die Insassen wurden in ein neues Gefängnis in den östlichen Außenbezirken Lincolns überstellt. Die Gefängnisräume in der Burg blieben seit dieser Zeit ungenutzt, bis in den Zellen dort die Lincolnshire Archives untergebracht wurden.
William Marwood, der Scharfrichter aus dem 19. Jahrhundert, führte seine erste Exekution in Lincoln durch. Er nutzte 1872 den langen Fall, der dem Delinquenten den Hals brechen und ihn nicht erwürgen sollte, um Fred Horry hinzurichten. Bis 1868 wurden Gefangene öffentlich am Mauerturm an der Nordostecke der Kurtine, von dem aus man die obere Stadt überblicken kann, gehängt.

## Heute

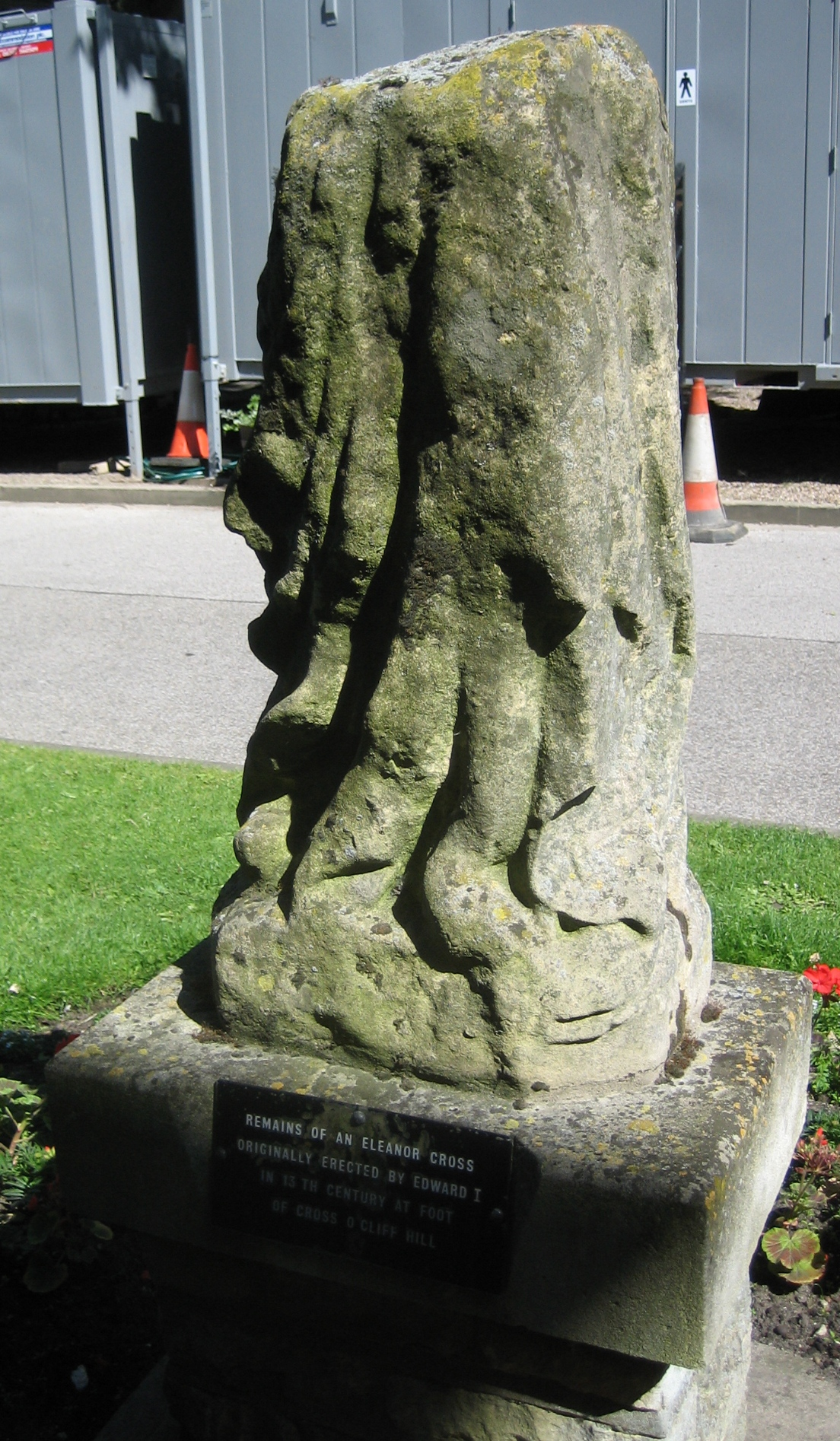
Eleanor Cross
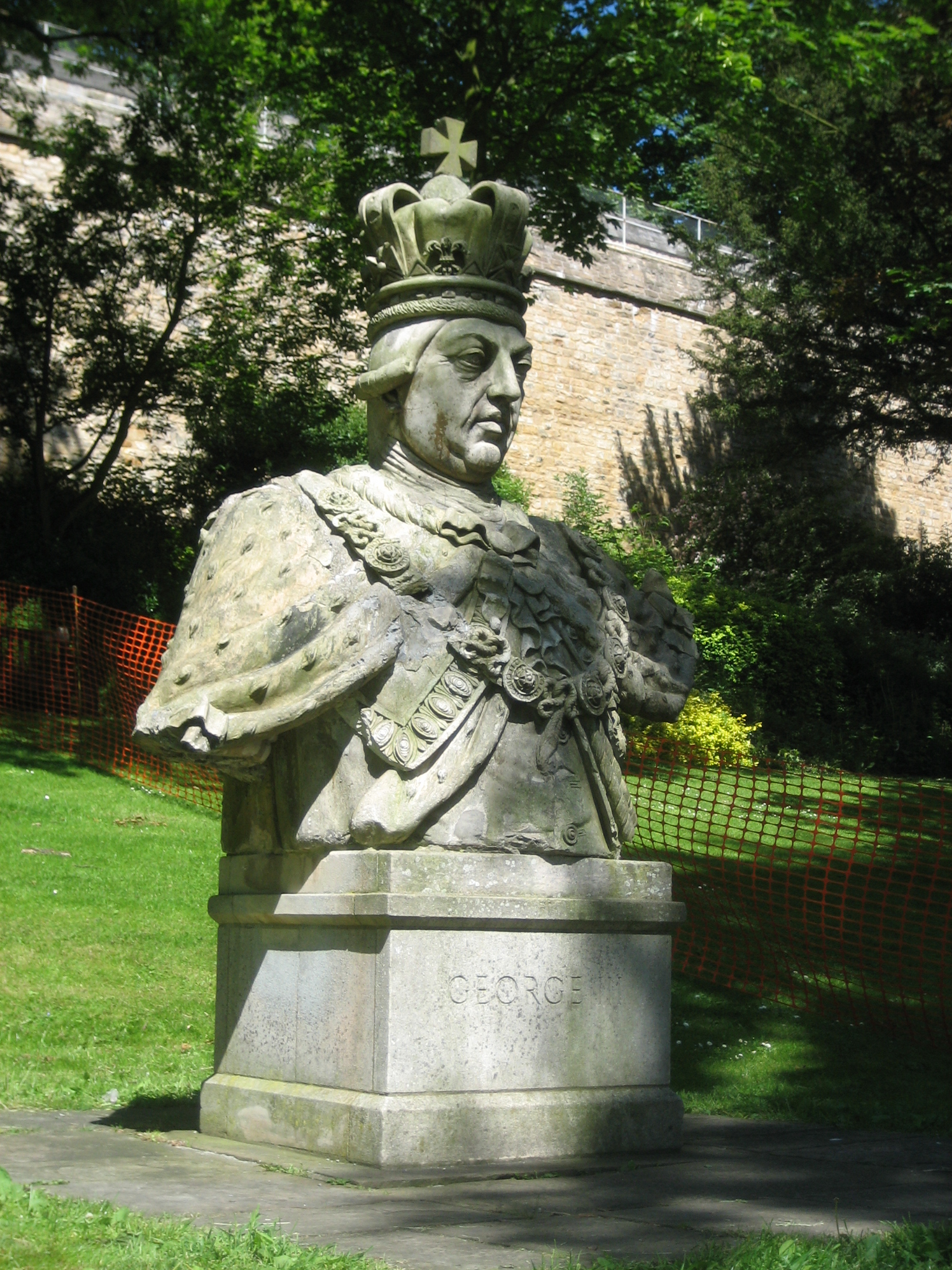
George III

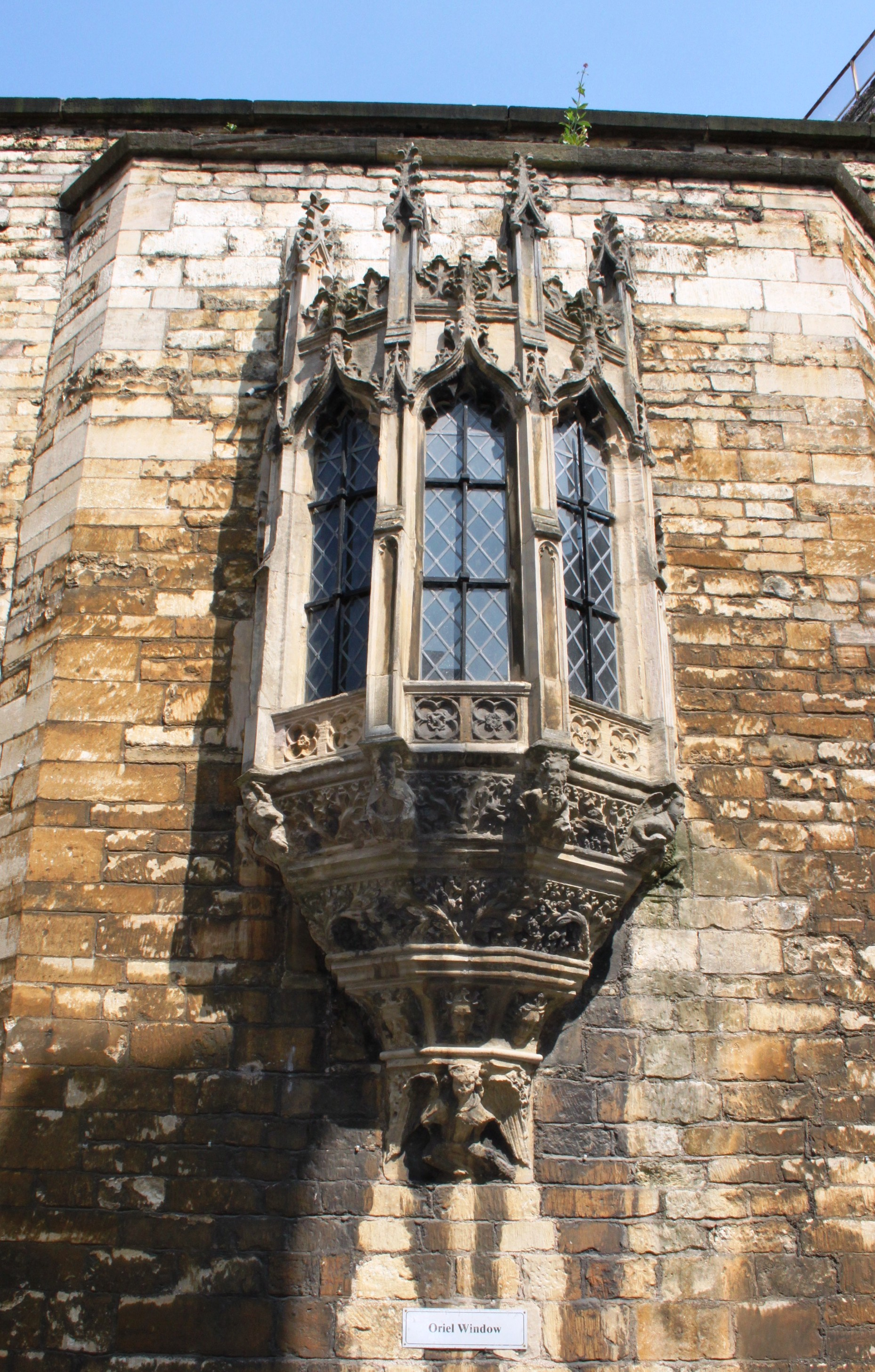
Erker

Die Burg gehört heute dem Lincolnshire County Council und ist als Scheduled Monument gelistet. Ab 2012 wurde die Burg einer drei Jahre andauernden Renovierung unterzogen. Es wurde ein neues Ausstellungszentrum für die Magna Carta gebaut, ebenso wie Einrichtungen für die Besucher, und einige Abteilungen des Gefängnisses wurden öffentlich zugänglich gemacht. Das Programm wurde im April 2015 zum 800. Geburtstag der Unterzeichnung der Magna Carta abgeschlossen. Die Magna Carta in Lincoln Castle ist eines von vier bis heute erhaltenen Exemplaren, die von Johann Ohneland nach seinem Treffen mit den Baronen in Runnymede 1215 unterzeichnet wurde. Eine Ausstellung erklärt den Ursprung des Dokumentes und seine weitreichende Bedeutung.
Teile des Gefängnisses sind als Museum öffentlich zugänglich, auch die Kapelle aus dem 19. Jahrhundert, die einzige weltweit, die nach dem „Separate System“ (jeder Sitzplatz einzeln abgeschlossen) bestuhlt wurde. Der Frauenflügel des Gefängnisses wurde 2005 für Besucher geöffnet. Auf dem Gelände der Burg finden Konzerte und andere öffentliche Veranstaltungen statt. 2015 wurde ein Umgang auf der äußeren Burgmauer eröffnet.

## Layout und Architektur
Lincoln Castle wird an drei Seiten von einer Kurtine umschlossen. Diese Kurtine wurde vor dem Jahr 1115 errichtet, und zwar sofort in Stein. An der Südseite wird diese Burgmauer durch zwei Erdwälle, Motten, unterbrochen. Eine davon liegt an der Südostecke und stammt vermutlich ursprünglich aus der Zeit Wilhelms des Eroberers, die andere findet man an der Südwestecke. Ein Turm mit quadratischem Grundriss, der Observatory Tower, überragt die erstgenannte Motte. Er steht auf der äußeren Burgmauer und dominiert die Stadt Lincoln. Die zweitgenannte Motte wird durch den Lucy Tower gekrönt, der vermutlich im 12. Jahrhundert errichtet und nach Lucy of Bolingbroke, der Gräfin von Chester bis 1138, benannt.
Auf dem Burggelände befinden sich die Gräber der Hingerichteten verschiedener Verbrechen. Sie sind mit einfachen Grabsteinen, auf denen nur die Initialen der Verurteilten und ihr Sterbedatum angegeben sind, ausgestattet. Fred Horry wurde im Lucy Tower zusammen mit vielen anderen Kriminellen beerdigt.
Ebenfalls findet man auf dem Gelände der Burg die Reste von Lincolns Eleanor-Kreuz, einen Erker, der von Sutton Hall hierher gebracht und in das Haupttor eingesetzt wurde, ebenso wie die Büste von König Georg III.
Am westlichen Ende der Burg befindet sich ein efeubewachsendes Gebäude, das 1826 als Assize Courts errichtet wurde. Es dient heute noch als Lincolns Crown Courts.